# Avenida Presidente Julio Argentino Roca

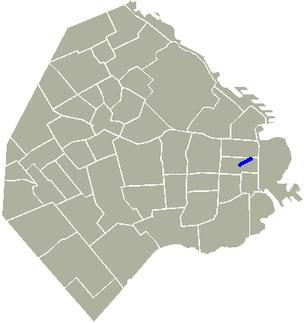

Pour les articles homonymes, voir Roca.

L'Avenida Presidente Julio Argentino Roca ou Diagonal Sur (Diagonale Sud) est une artère importante de la ville de Buenos Aires, capitale de l'Argentine. Elle a une orientation franchement nord-est/sud-ouest, en opposition avec le plan général en damier du centre historique de Buenos Aires, qui veut que les artères aient, soit une orientation est-ouest (dont les principales avenues ou avenidas), soit une orientation nord-sud (les rues ou calles en espagnol).
Elle a reçu son nom en l'honneur du président Julio Argentino Roca, qui exerça le pouvoir pendant deux mandats de six ans.
L'Avenida Presidente Julio Argentino Roca prend naissance au coin sud-ouest de la Plaza de Mayo, juste au sud de l'ancien Cabildo historique, et se dirige en droite ligne vers le sud-ouest. Elle croise successivement les avenidas Alsina et Moreno, ainsi que les rues calle Perú puis Chacabuco. Elle se termine peu après, lors de sa jonction avec la large avenida Belgrano. 